# Kristian Bang Foss
Kristian Bang Foss, född 1977, är en dansk författare som debuterade med romanen Fiskens vindue (Fiskens fönster) 2004. Kritiker var imponerade över hur vardagshändelser avbildades och dess stilistiska drag. Romanen följdes upp av Stormen i 99. För Døden kører audi (Döden kör audi) mottog han EU:s litteraturpris.
Bang Foss har studerat fysik och matematik vid universitet, samt har en examen från den danska författarskolan från 2003. 